# Droga N14 (Holandia)
Droga N14 (nl. Rijksweg 14) – holenderska droga ekspresowa długości 5,4 km łącząca Hagę z Zoetermeer. Na całym odcinku jest częścią obwodnicy Hagi. Na trasie znajduje się Tunel Sijtwende składający się z trzech odcinków.